# Mohamed el Kamel
 (août 2023).
Si vous disposez d'ouvrages ou d'articles de référence ou si vous connaissez des sites web de qualité traitant du thème abordé ici, merci de compléter l'article en donnant les références utiles à sa vérifiabilité et en les liant à la section « Notes et références ».
Mohamed el Kamel, de son vrai nom Mohammed Hamel, né en 1919 à Alger et mort en 1956 à Paris, est un chansonnier, comédien et auteur-compositeur-interprète algérien.
Son inspiration est variée, elle va du jazz avec les airs qu'il composait pour Driscart (jeune Algérois, danseur de claquettes) au tango, à la rumba et aux chansons tziganes. 

## Biographie
Venu très tôt au théâtre et à la chanson, Mohamed el Kamel jouait du tar (tambourin) dans l'orchestre de la société El Motribia de musique arabo-andalouse dirigée à l'époque par Mahieddine Bachtarzi. Il a aussi fait partie de la troupe théâtrale de ce dernier où il a joué des rôles comiques. Dès lors, il s'est adonné à la chanson comique et satirique.
Mohamed El Kamel se mettra très vite à écrire lui-même ses chansons et ses monologues et quittera la "troupe Mahieddine" pour créer sa propre troupe appelée "El Kamel" avec laquelle il fera de nombreuses tournées dans les différentes régions du pays et à l'étranger. Il s'installera à Paris et deviendra artiste de music-hall. Sa rencontre à Paris avec le compositeur algérien Mohand Iguerbouchène sera très bénéfique car la collaboration entre ces deux artistes donnera un souffle nouveau à la chanson algérienne moderne. El Kamel composera de nouvelles chansons dont il confiera l'interprétation à de nombreux artistes de l'époque. Ainsi, à Salim Halali, il donnera Sévillane, Andaloussia, Nadira, Mounira, Tâali, Bin el barah oua el youm, Arjaâ lebladek, El ouchq saib,  El qelb chahik.
Mohamed El Kamel a enregistré de nombreux disques et ses titres les plus connus sont Mana3ref, Tic Tac, Edounya, Oui.. Oui, Zman.
Le service des Affaires indigènes nord-africains transmet le 3 août 1938 une note au sujet de la tournée de la troupe El Kamel dans les départements de l’Est et du Nord. La troupe est signalée comme étant parrainée par des organismes dépendants du Parti du peuple algérien (PPA) : les tournées artistiques d’El Ouma et « Loisirs nord-africains ». Bien que « les chants et pièces qu’ils interprètent ont, pour la plupart, un caractère nationaliste algérien », la note met l’accent sur les risques liés à certaines catégories de publics touchés : les troupes artistiques musulmanes joueraient fréquemment dans les casernes de province où sont cantonnées des troupes indigènes nord-africaines.
Il a aussi été distribué dans plusieurs films comme À l'hôtel (1939), Sérénade à Meriem (1946), Kenzi (1948). Ses possibilités artistiques étaient grandes. 
Il a consacré sa vie à élever le niveau de la chanson et à lutter pour le bien de sa nation jusqu'à sa mort survenue le 9 janvier 1956 à Paris et fut inhumé au cimetière musulman de Bobigny.